# 沖縄県道38号浦添西原線
沖縄県道38号浦添西原線（おきなわけんどう38ごううらそえにしはらせん・主要地方道浦添西原線）は沖縄県浦添市港川と中頭郡西原町小那覇とを結ぶ主要地方道。

## 概要
- 沖縄県の県都・那覇市のベッドタウンとして発展が著しく、人口10万人を超え県内では那覇市、沖縄市、うるま市についで4番目に多い浦添市だが、面積が小さいため国道や県道はそれほど多くはない（その代わり那覇市と中北部を結ぶ重要な通過地なため1日の交通量は多い）。そのため浦添市内を走る国道、県道とはすべて交差している。また浦添市や西原町の重要施設がこの路線に集中している。
- 全体的に交通量は多く、朝夕の通勤時間帯にかけては大変混雑する。これは、前述のように同市には道路数が少ないため、この道を通る以外に術がないというのが影響している。
- 道幅は2車線であるが、浦添市大平 - 前田間に関しては歩道との間にも若干のスペースが確保されている。西原町においてはそのようなスペースは設置されていないが、歩道、車道とも快適に運行ができるほどのスペースが設けられている。ただし、起点 - 浦添市大平の区間は市の繁華街を通るため道幅も狭く歩道もないため道路状況が今ひとつといったところで、大平から国道58号へ抜けるには比較的整備されている市道に迂回することもある。
- 全体的に高低差が激しい道路である。浦添市内は比較的緩やかになるよう整備されているが、西原町内に入る際はやや急な坂道となっており、その後も比較的緩やかにはなっているがかなり長い距離をもつ坂道となっている。
- 起点側は2018年3月に浦添市城間 - 港川に延伸し、沖縄西海岸道路浦添北道路に接続した。今後、終点側では西原町と与那原町で進められている東海岸の埋め立て事業（マリンタウンプロジェクト事業）で西原町小那覇まで延伸し、計画中の国道329号与那原バイパスに接続することが計画されている。また、沖縄都市モノレールの浦添市への延長に伴い、モノレールの経路となる浦添警察署前 - 前田間においては4車線にする計画もある。

### 路線データ
- 起点・浦添市港川（沖縄西海岸道路浦添北道路、浦添北IC交差点）
- 終点・中頭郡西原町字嘉手苅（国道329号、小那覇交差点）
- 総延長・12.8km
- 実延長・10.6km

## 歴史

### 年表
- 1953年（昭和28年）、琉球政府道38号線として指定される。
- 1972年（昭和47年）5月、本土復帰と同時に一般県道38号線となる。
- 1993年（平成5年）、県道38号線が同じ番号のまま、現路線名で主要地方道に昇格。
- 2018年（平成30年）3月18日、浦添市港川地内の0.4kmが4車線で開通[1]。
- 2018年（平成30年）3月31日、浦添市港川 - 城間の1.2kmが暫定2車線で開通[2]。
- 2019年（令和元年）8月、西原入口交差点 - 浦西停車場線間の約150mが、浦西停車場線建設のため通行止めとなる[3]。
- 2019年（令和元年）8月3日、バイパスのうち、浦添市前田 - 西原町翁長間の約920mが暫定2車線で開通[4]。
- 2021年（令和3年）3月5日、通行止めとなっていた西原入口交差点 - 浦西停車場線間の約150mが暫定2車線で開通[3]。

## 路線状況

### 浦添市内の道路愛称
- 港川道路（起点 - 城間交差点）
- 屋富祖大通り（屋富祖交差点 - 大平パイプライン通り交点）
- 市役所通り（大平パイプライン交点 - 安波茶交差点）
- 警察署通り（安波茶交差点 - 前田西原入口交差点）

## 地理

### 通過自治体
- 浦添市 - 中頭郡西原町

### 交差する路線
- 沖縄西海岸道路浦添北道路（起点）
- 国道58号（城間交差点、屋富祖交差点）
- 沖縄県道251号那覇宜野湾線（パイプライン、浦添市大平）
- 国道330号（浦添市大平インターチェンジ）
- 沖縄県道153号線（浦添市安波茶）
- 沖縄県道241号宜野湾南風原線（浦添市前田、現道は西原入口交差点、バイパスは西原方向に出入口あり）
- 沖縄自動車道（西原町幸地・通過のみ）
- 沖縄県道253号浦西停車場線（西原町徳佐田）
- 沖縄県道254号幸地インター線（西原町翁長・予定）
- 沖縄県道29号那覇北中城線（西原町翁長坂田交差点）
- 沖縄県道155号線（西原町翁長-バイパス、同町小波津-旧道）
- 国道329号（終点）
- 国道331号（同-国道329号に重複）

今後接続予定の路線
- 国道329号与那原バイパス（終点側・西原町東崎）

### 主要施設
- 浦添市役所（浦添市安波茶）
- 浦添郵便局（浦添市仲間）
- 浦添警察署（同）
- 浦添市消防本部（浦添市前田）
- FM21（浦添市のコミュニティFM・浦添市前田）
- 沖縄都市モノレール（ゆいレール）浦添前田駅・てだこ浦西駅（ともに浦添市前田）
- 西原郵便局（西原町小橋川）
- 西原町役場（西原町嘉手苅）
- サンエー西原シティ（同）

### 路線バス
- 32番・コンベンションセンター線（沖縄バス） 浦添市港川浦添北IC - 城間　※パルコシティ経由便のみ
- 43番・北谷線（沖縄バス） 浦添市港川浦添北IC - 城間　※パルコシティ経由便のみ
- 55番・牧港線（琉球バス交通） 浦添市城間 - 安波茶
- 56番・浦添線（琉球バス交通） 浦添市城間 - 前田
- 97番・琉大（首里）線（那覇バス） 浦添市前田 - 西原町翁長坂田交差点
- 191番・城間（一日橋）線（東陽バス） 浦添市屋富祖→城間 - 安波茶
- 233番・西原てだこ線（那覇バス） 西原町徳佐田 - 嘉手苅
- 256番・浦添てだこ線（琉球バス交通） 浦添市城間 - 西原町徳佐田
- 294番・てだこ琉大快速線（那覇バス）　西原町徳佐田 - 西原町翁長坂田交差点
- 297番・沖国琉大快速線（那覇バス）　浦添市前田 - 西原町徳佐田
- 333番・那覇西原（末吉）線（那覇バス） 浦添市前田 - 西原町嘉手苅
- 346番・那覇西原（鳥堀）線（那覇バス） 西原町翁長坂田交差点 - 嘉手苅
- 391番・城間（パルコシティ）線（東陽バス） 浦添市港川浦添北IC - 港川、大平 - 安波茶